# 그레이스 불렌
그레이스 야코브 불렌(노르웨이어: Grace Jacob Bullen, 1997년 2월 7일~)은 노르웨이의 레슬링 선수이다. 2020년 하계 올림픽에서 여자 미들급 동메달을 획득했으며 세계 레슬링 선수권 대회에서 은메달 1개, 동메달 1개를 획득했다.

## 어린 시절
1997년 에리트레아 긴다의 난민 캠프에서 남수단 출신 부모의 딸로 태어났다. 4살 때 가족들과 함께 노르웨이 프레드릭스타드에 정착했다.